# Chorographia sacra Brabantiae

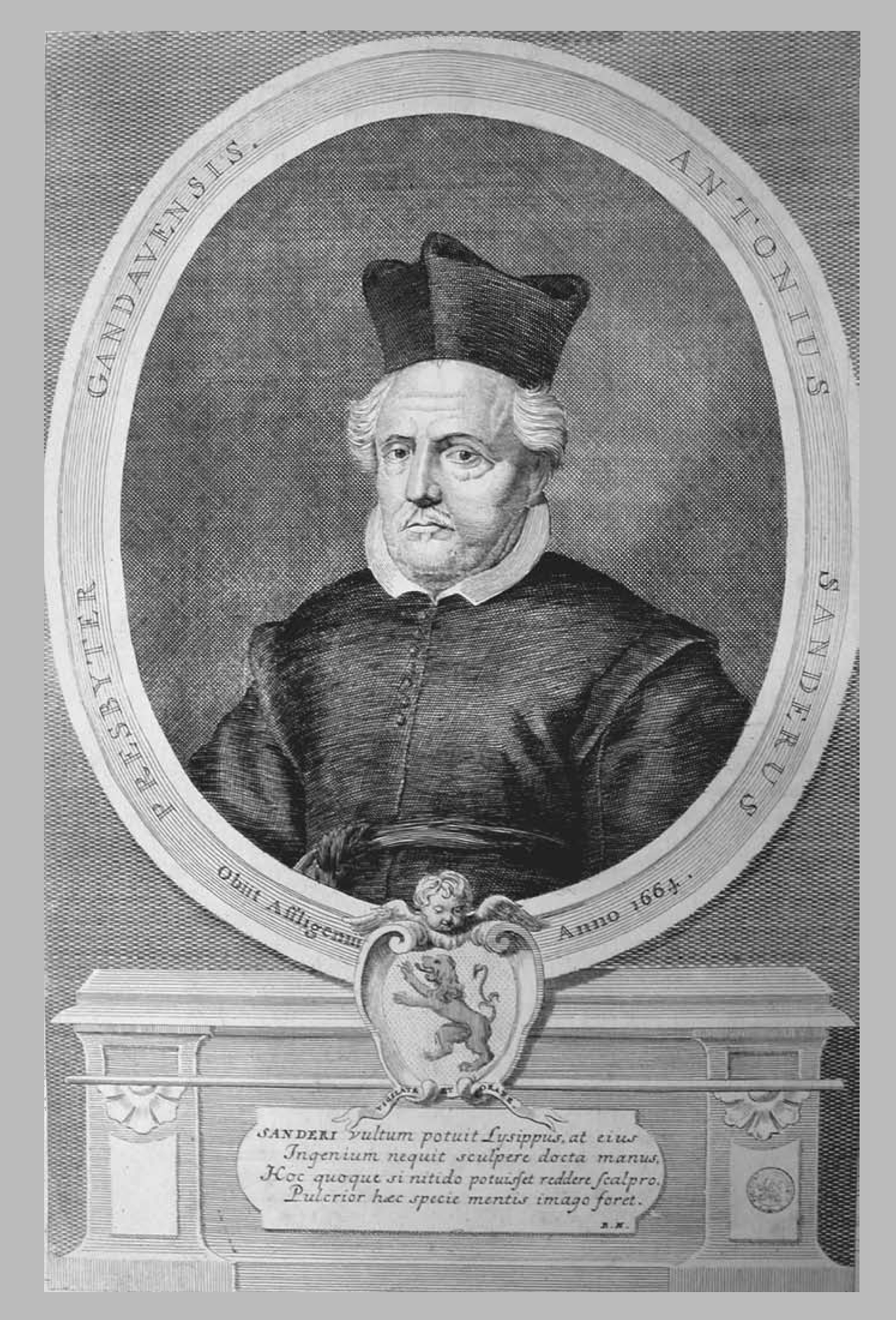
Le chanoine Antoine Sandérus.

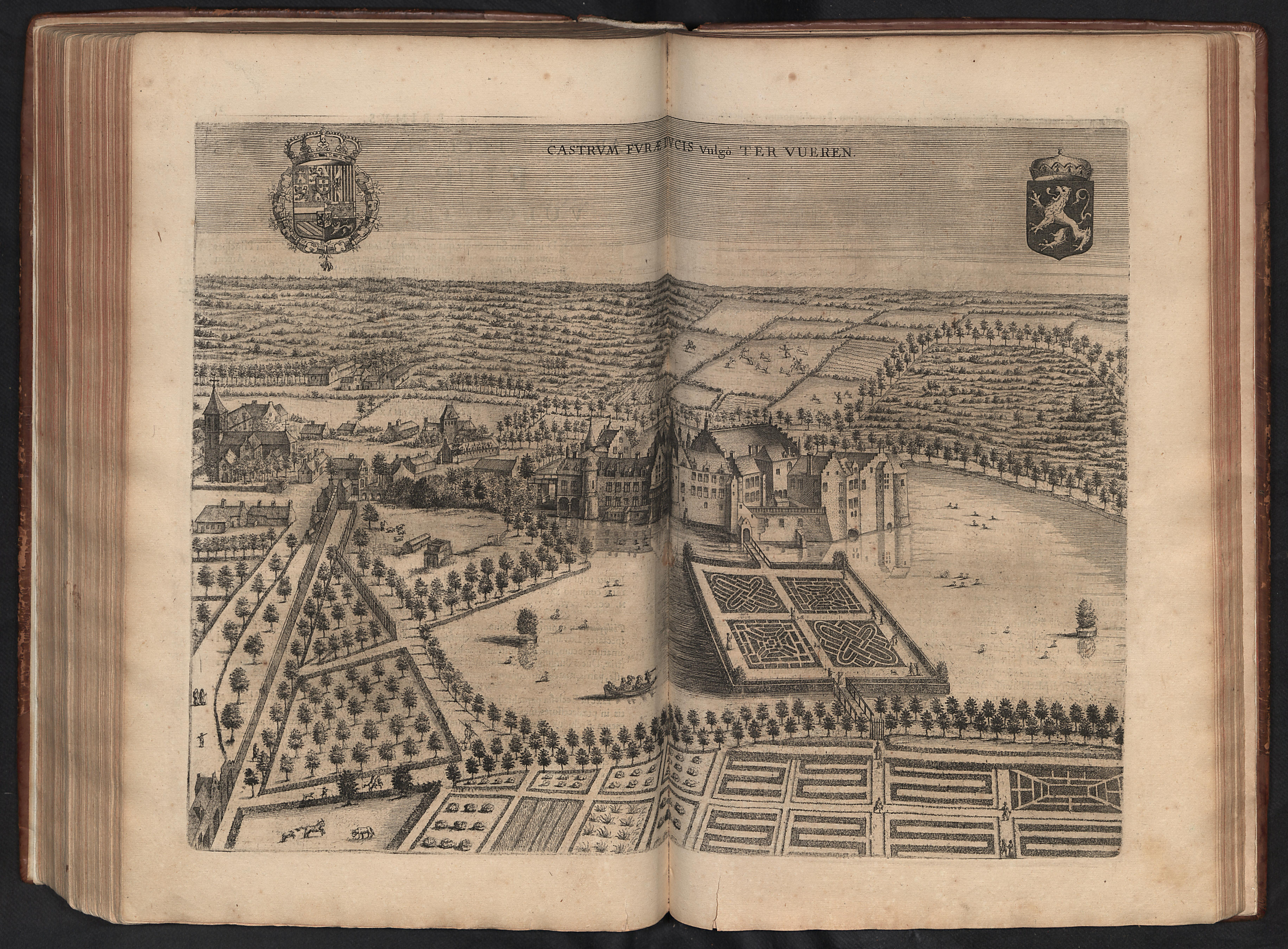
Double page représentant le château de Tervueren.

Chorographia sacra Brabantiae (en français : Chorographie sacrée du Brabant) est une œuvre historico-géographique de 1659. Riches en illustrations de bâtiments historiques du duché de Brabant (XVIIe siècle) elle est l'œuvre principale du chanoine Antoine Sandérus.

## Origine
La Chorographia sacra Brabantiae a été publiée la première fois en 1659-1663 et a eu ensuite plusieurs rééditions. Ce livre donne une description historico-géographique du duché de Brabant, principalement pour les édifices religieux et l'histoire ecclésiastique du duché. Il se trouvait dans beaucoup de bibliothèques d'abbaye ou de châteaux. Il conserve son intérêt historique, mais il est de nos jours principalement connu et recherché pour ses illustrations détaillées de bâtiments disparus.